# Sebastian Brock
Sebastian Paul Brock (1938, Londres) es generalmente reconocido como el académico más importante en el campo del idioma siríaco en la actualidad. Fue profesor de Estudios Siríacos del Instituto Oriental de la Universidad de Oxford y actualmente es profesor investigador en el Wolfson College.
Sebastian Brock se licenció en la Universidad de Cambridge, y se doctoró en Oxford. Ha recibido varios doctorados honoris causa y ha sido galardonado con la Medalla de San Efrén el Sirio por el Patriarca sirio-ortodoxo y el premio Leverhulme y la medalla de la Academia Británica. Ha publicado numerosos libros en temas siríacos.

## Vida personal
Está casado con Helen Hughes-Brock, arqueóloga especializada en la Creta Minoica y la Grecia Micénica.

## Honores
Es miembro de la Academia Británica. En 2009 recibió la Medalla y el Premio Leverhulme  otorgado por la Academia Británica.